# Jeanne de Laval (1449-1513)
Pour les articles homonymes, voir Jeanne de Laval.
Jeanne de Laval-Loué (1449-1513), est abbesse d’Étival-en-Charnie.

## Biographie
En 1449 naissance de Jeanne de Laval. Son père, Guy II de Laval-Loué, sert successivement Charles VII et le roi René d’Anjou ; sa mère est Charlotte de Saint-Maure, Dame de Faigne.
De 1466 à 1470, Jeanne de Laval est prieure à La Fontaine-Saint-Martin; Elle a 17 ans. Le prieuré dépend de l’abbaye Saint-Sulpice de Rennes; C’est au Prieuré de La Fontaine-Saint-Martin que Jeanne apprend non seulement la fonction de Mère supérieure, mais aussi à gérer en châtelaine les terres et les revenus de la communauté. C’est là également qu’elle conforte les qualités principales qui feront d’elle une abbesse de grande valeur : persévérance, esprit de décision qui l’incite à agir plutôt qu’à discourir. Elle saura imposer ses vues dans les conflits qui l’opposeront aux personnes étrangères à la communauté.
En 1470, elle est transférée à la tête d’une autre maison bénédictine dépendant de l’abbaye de Saint-Sulpice de Rennes : le prieuré de Saint-Jacques de Lattay dans le diocèse d’Angers. Elle y reste prieure jusqu’en 1477, date à laquelle elle est appelée pour gouverner l’Abbaye d'Étival-en-Charnie; Le 5 juillet elle prend possession de son abbaye.
Il est opportun de rapprocher cette nomination de divers faits : depuis 1461, le Dauphin Louis est devenu Louis XI. Le 28 juin 1474, Pierre de Laval est nommé archevêque de Reims. L’année suivante, Gilles de Laval-Loué, frère de Jeanne, doyen du Chapitre du Mans, est nommé évêque de Sées grâce à l’intervention de son beau-frère Jean Daillon, un des rares intimes de Louis XI.
Jeanne est nommée à la direction d’une abbaye dans le domaine de Charles d’Anjou, comte du Maine, frère du roi René, et l’on sait que la famille d’Anjou n’avait rien à refuser à la famille de Jeanne.
En 1476, Marguerite de Bouillé , fille de Foulques de Bouillé dont la seigneurie se trouvait au nord de la forêt de Charnie, abbesse d’Étival, abdique opportunément en faveur de Jeanne.
Un dessin de la collection Gaignières la représente à genoux, assistée de Saint Benoît au retable d'un autel qu'elle avait fait édifier. Elle était représentée et ses armoiries étaient peintes, avec ornements de la Renaissance sur un pilastre

## Source
- Julien Guilbault, La vie et l’œuvre de Jeanne de Laval (1449-1513), abbesse d’Étival ;
- « Jeanne de Laval (1449-1513) », dans Alphonse-Victor Angot et Ferdinand Gaugain, Dictionnaire historique, topographique et biographique de la Mayenne, Laval, A. Goupil, 1900-1910 [détail des éditions] (BNF 34106789, présentation en ligne), t. IV, p. 536.